# Somchai Singmanee
Somchai Singmanee (thailändisch สมชาย สิงห์มณี, * 20. Januar 1986 in Chanthaburi) ist ein thailändischer Fußballspieler.

## Karriere

### Verein
Somchai Singmanee erlernte das Fußballspielen in der Jugendmannschaft des Chanthaburi FC. Hier unterschrieb er 2006 auch seinen ersten Vertrag. Der Verein aus Chanthaburi spielte in der zweiten Liga. Nach zwei Jahren wechselte er zum Erstligaaufsteiger FC Coke-Bangpra. Ende 2008 wurde der Verein in Pattaya United FC umbenannt. Mitte 2012 unterschrieb er in Bangkok einen Vertrag beim Ligakonkurrenten TOT SC. Für TOT absolvierte er elf Erstligaspiele. Der ebenfalls in der ersten Liga spielende Songkhla United aus Songkhla nahm ihn Anfang 2014 unter Vertrag. Am Ende der Saison musste er mit Songkhla den Weg in die Zweitklassigkeit antreten. Für Songkhla stand er 16-mal in der ersten Liga auf dem Spielfeld. Mitte 2015 wechselte er für den Rest des Jahres zum Ligakonkurrenten Nakhon Pathom United FC nach Nakhon Pathom. Internazionale Pattaya, ein neugegründeter Verein aus Pattaya, nahm ihn Anfang 2016 unter Vertrag. Während der Hinrunde wurde Pattaya für den Spielbetrieb gesperrt. Ayutthaya FC, ein Drittligist aus Ayutthaya nahm ihn für den Rest der Saison unter Vertrag. Mit Ayutthaya wurde er Vizemeister der Central Region. Die Saison 2017 spielte er beim Drittligisten Phrae United FC. Mit dem Verein aus Phrae spielte er in der Upper Region. Über den Ligakonkurrenten Lamphun Warrior FC, für den der 2018 auf dem Platz stand, ging er Anfang 2019 wieder zu seinem Jugendverein Chanthaburi FC. Mittlerweile spielte Chanthaburi in der vierten Liga. Hier trat der Klub in der Eastern Region an. Für Chanthaburi bestritt er 26 Ligaspiele. Die Saison 2021/22 stand er beim ebenfalls in der Eastern Region spielenden Sakaeo FC unter Vertrag. Hier kam er einmal zum Einsatz.